# Duca di Rothesay

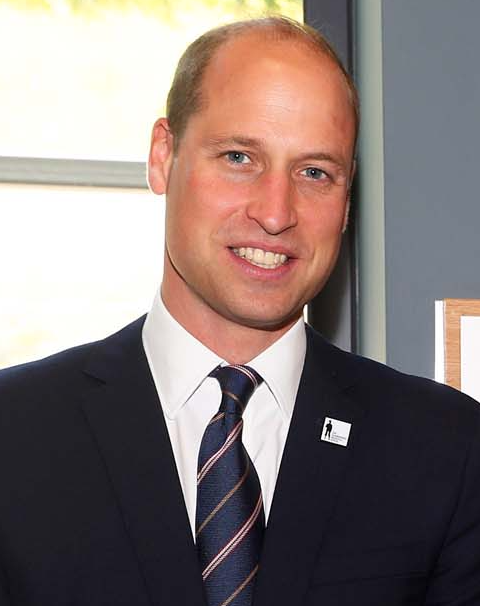
William, l'attuale Duca di Rothesay.

Il titolo di Duca di Rothesay era il titolo ufficiale dell'erede al trono del Regno di Scozia.
È il titolo che spetta di diritto all'erede al trono britannico fin dalla nascita o dal momento in cui si diventa erede diretto (insieme a quello di Duca di Cornovaglia in Inghilterra), cosa che non vale per il titolo di Principe di Galles.

## Storia del titolo
Tramite l'Atto di Unione del 1707 il regno di Scozia è confluito, insieme al Regno d'Inghilterra, nel Regno di Gran Bretagna guidato dalla regina Anna.
Attualmente il titolo è detenuto dall'erede al trono del Regno Unito e viene utilizzato quando questi si trova in Scozia, mentre in Inghilterra viene preferito l'uso del titolo di Duca di Cornovaglia, anch'esso detenuto dal figlio maggiore del sovrano insieme al titolo di Principe di Galles tradizionalmente assegnato all'erede al trono.
Il duca di Rothesay detiene anche altri titoli scozzesi, tra cui quelli di conte di Carrick, barone di Renfrew, Signore delle Isole (Lord of the Isles) e Grande intendente di Scozia (Prince and Great Steward of Scotland).
Il titolo prende il nome dalla località di Rothesay sull'isola di Bute, nell'area amministrativa di Argyll e Bute, ma, contrariamente a quanto accade per il ducato di Cornovaglia, non è associato ad alcuna entità territoriale o a diritti di origine feudale.

## Stemma

Stemma del Duca di Rothesay

Le armi del Duca di Rothesay rappresentano nel I e nel IV quadrante le armi del Grande Steward di Scozia, mentre nel II e III quadrante riportano le armi del Lord of the Isles. Al centro si trovano le armi dell'erede del Regno di Scozia, ovvero lo stemma della Scozia con un lambello azzurro a tre pendenti.

## Lista dei Duchi di Rothesay
| Immagine | Nome                                            | Note | Blasone                      |
| -------- | ----------------------------------------------- | --- | ---------------------------- |
|          | David Stewart, Duca di Rothesay (1398-1402)     | Figlio di Roberto III di Scozia, premorì al padre. | Stemma reale di Scozia       |
|          | Giacomo, Principe di Scozia (1402-1406)         | Figlio ed erede di Roberto III di Scozia. | Stemma reale di Scozia       |
|          | Alessandro Stuart (1430-1430)                   | Figlio di Giacomo I di Scozia, premorì al padre. | Stemma reale di Scozia       |
|          | Giacomo, Principe di Scozia (1430-1437)         | Figlio ed erede Giacomo I di Scozia. | Stemma reale di Scozia       |
|          | Giacomo, Principe di Scozia (1452-1460)         | Figlio ed erede di Giacomo II di Scozia. | Stemma reale di Scozia       |
|          | Giacomo, Principe di Scozia (1473-1488)         | Figlio ed erede di Giacomo III di Scozia. | Stemma reale di Scozia       |
|          | Giacomo, Principe di Scozia (1507-1508)         | Figlio di Giacomo IV di Scozia, premorì al padre. | Stemma reale di Scozia       |
|          | Arturo Stuart (1509-1510)                       | Figlio di Giacomo IV di Scozia, premorì al padre. | Stemma reale di Scozia       |
|          | Giacomo, Principe di Scozia (1512-1513)         | Figlio ed erede di Giacomo IV di Scozia. | Stemma reale di Scozia       |
|          | Giacomo Stuart (1540-1541)                      | Figlio di Giacomo V di Scozia, premorì al padre. | Stemma reale di Scozia       |
|          | Giacomo, Principe di Scozia (1566-1567)         | Figlio ed erede di Maria I di Scozia. | Stemma di casa Stuart        |
|          | Enrico Federico, Principe di Galles (1594-1612) | Figlio di Giacomo I d'Inghilterra e Scozia, premorì al padre. | Stemma di casa Stuart        |
|          | Carlo Stuart (1612-1625)                        | Secondo figlio di re Giacomo I, divenne duca alla morte del fratello. Divenne re d'Inghilterra con il nome di Carlo I. | Stemma di casa Stuart        |
|          | Carlo Stuart (1630-1649)                        | Figlio ed erede di re Carlo I, divenne re d'Inghilterra dopo la caduta del governo repubblicano di Oliver Cromwell con il nome di Carlo II.                                                                               | Stemma di casa Stuart        |
|          | Giacomo Francesco Edoardo Stuart (1688-1702)    | Figlio ed erede di re Giacomo II, seguì il padre in esilio. Pretendente al trono inglese con l'appellativo di Old Pretender, venne riconosciuto da alcune corti europee come re d'Inghilterra con il nome di Giacomo III. | Stemma di casa Stuart        |
|          | Giorgio di Hannover (1714-1727)                 | Figlio di re Giorgio I, divenne re con il nome di Giorgio II. | Stemma di casa Hannover      |
|          | Federico di Hannover (1727-1751)                | Figlio di re Giorgio II, premorì al padre. | Stemma di casa Hannover      |
|          | Giorgio di Hannover (1762-1820)                 | Figlio di re Giorgio III, divenne re con il nome di Giorgio IV. | Stemma di casa Hannover      |
|          | Edoardo Alberto (1841-1901)                     | Figlio della regina Vittoria, divenne re con il nome di Edoardo VII. | Stemma di casa Coburgo-Gohta |
|          | Giorgio (1901-1910)                             | Figlio di re Edoardo VII divenne re con il nome di Giorgio V. | Stemma di casa Windsor       |
|          | Edoardo (1910-1936)                             | Figlio di re Giorgio V, divenne re con il nome di Edoardo VIII. | Stemma di casa Windsor       |
|          | Carlo (1952-2022)                               | Figlio della regina Elisabetta II, è diventato re con il nome di Carlo III |                              |
|          | William (dal 2022)                              | Figlio di re Carlo III, è l'attuale erede al trono. |                              |